# Casa di Jim Thompson

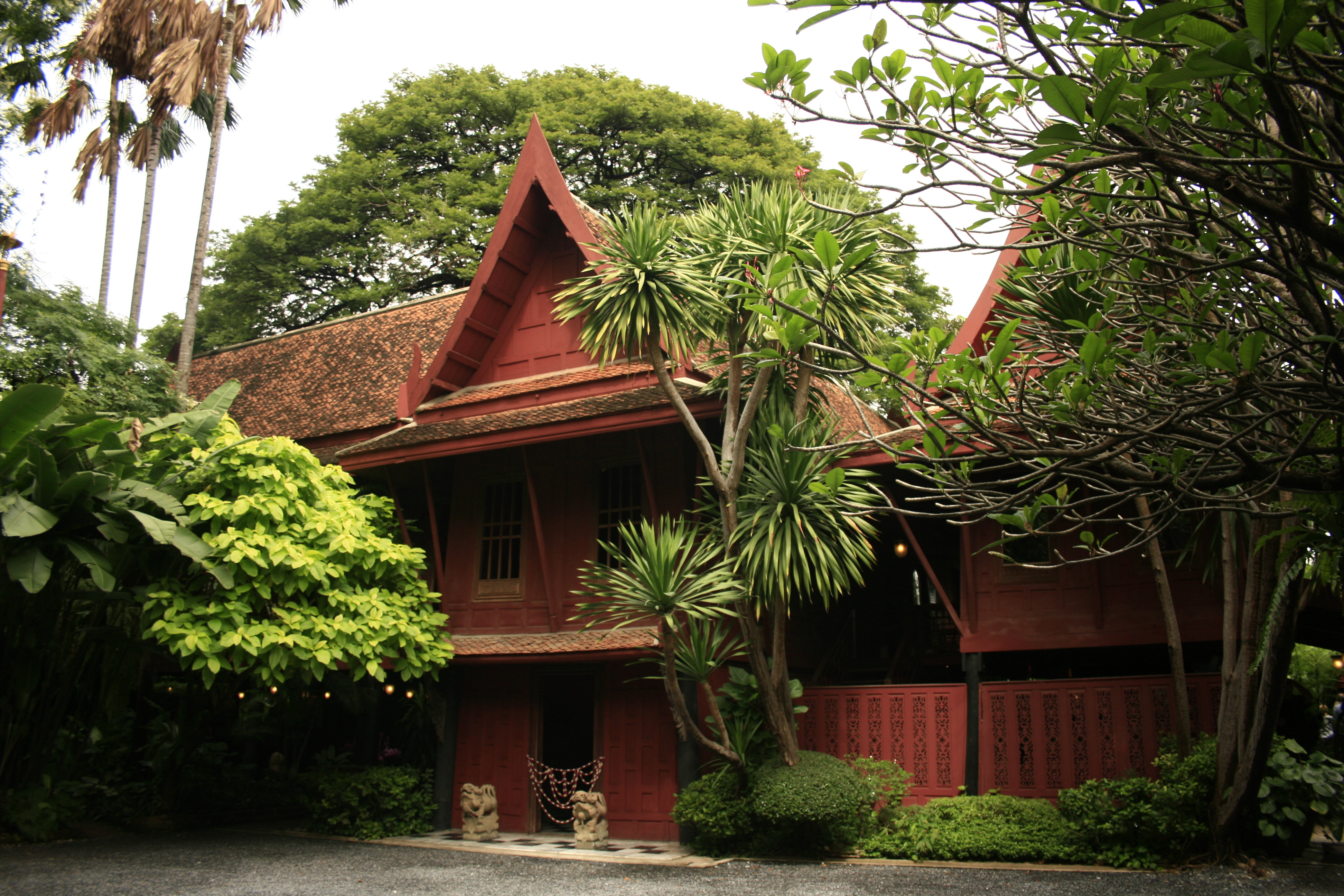
Complesso principale della casa di Jim Thompson

La casa di Jim Thompson è una casa-museo di Bangkok, situata nel distretto di Pathumwan.
È un complesso composto da diverse antiche strutture abitative Thai creato dall'uomo d'affari statunitense Jim Thompson (1906-1967?) per raccogliere la sua collezione di opere d'arte. Attualmente è una popolare attrazione turistica di Bangkok.
Jim Thompson, ex ufficiale di spionaggio dell'Office of Strategic Services divenuto un importante imprenditore della seta, era un collezionista di arte del sud-est asiatico. La sua collezione era composta di statue, dipinti e porcellane provenienti da Thailandia, Birmania, Cambogia e Laos.
Nel 1958 iniziò a costruire un'abitazione all'interno di un parco che si affacciava su un klong (canale), acquistando e trasferendo a Bangkok parti di sei antiche case Thai del XIX secolo, molte delle quali provenivano da Ayutthaya, ex capitale del regno di Thailandia. Thompson utilizzò le antiche abitazioni in legno per realizzare la sua casa-museo, aggiungendovi elementi architettonici europei (tra cui pavimenti di marmo italiano). La casa fu terminata nel 1959.
Dopo la misteriosa scomparsa di Jim Thompson, avvenuta nel 1967, la casa fu aperta al pubblico e oggi è amministrata dalla James H. W. Thompson Foundation sotto il patronato della principessa Sirindhorn.